# Oľga Belešová

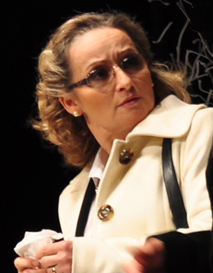
Oľga Belešová im Jahr 2011

Oľga Belešová (* 8. Mai 1965 in Bratislava, Tschechoslowakei) ist eine slowakische Schauspielerin.

## Leben
Oľga Belešová wurde 1965 in Bratislava geboren, wo sie auch aufgewachsen ist. Eine Lehrerin entdeckte Belešovás künstlerisches Interesse und riet ihnen dazu, ihrer Tochter in einem Schauspielclub anzumelden. Aufgrund dessen Verbindung zum Divadlo LUDUS (LUDUS-Theater) für Kinder und Jugendliche, setzte sie dort die Schauspielerei fort und blieb dem Theater bis zu ihrem 18. Lebensjahr treu. Sie bewarb sich dann für ein Schauspiel- und ein Journalismusstudium, wurde dann aber nicht an der Hochschule für Musische Künste Bratislava (VŠMU) angenommen und begann ein Journalismusstudium an der Philosophischen Fakultät der Comenius-Universität Bratislava. Dennoch verfolgte sie neben dem Journalismus weiterhin die Schauspielerei und spielte am GUnaGU-Theater. Als Journalistin war sie für verschiedene Tages- (u. a. Pravda und SME) und Wochenzeitungen (u. a. Nedeľná Pravda) tätig. Letztlich entschied sie sich für die Schauspielerei, spielte zwei Jahrzehnte am GUnaGU-Theater und gastierte auch im Studio L+S und im Arena-Theater. Sie schrieb in ihrer Zeit am Theater auch einige Theaterstücke, so mit ihrem Ehemann Masahiko Shiraki das Stück John and Yoko, wofür sie mit dem Golden Gunner Award beim Europäischen Festival des Humors und der Satire Kremnické gagy. Im Jahr 2002 begann sie, als freischaffende Schauspielerin zu arbeiten.
Neben dem Theaterschaffen wirkte sie auch in Film- und Fernsehproduktionen mit. Im slowakischen Fernsehen war sie als Drehbuchautorin und Moderatorin tätig. Sie hatte 1984 ihren ersten Auftritt in einem Film, trat später aber vorwiegend in Fernsehserien auf. Für ihre Rolle in dem Film Invalid wurde sie 2024 für den slowakischen Filmpreis Slnko v sieti („Sonne im Netz“) als Beste Hauptdarstellerin nominiert.

## Filmografie
- 1984: A keď som stretol lásku
- 2000–2003: Zborovna (Fernsehserie, 21 Folgen)
- 2008–2014: Profesionali
- 2021: Najhorsí týzden mojho zivota (Fernsehserie, 8 Folgen)
- 2024: Invalid